# MTV Europe Music Award al miglior artista rivelazione
L'MTV Europe Music Award al miglior artista rivelazione (MTV Europe Music Award for Best New Act) è uno dei premi principali degli MTV Europe Music Awards, che viene assegnato dal 1994. Nel 2006 il premio viene sostituito dal Future Sounds, nel quale il vincitore viene decretato da una giuria. Nel 2007, invece, i candidati sono solo artisti europei, che vengono scelti dai telespettatori da ogni paese d'Europa. Tuttavia, dal 2008 il premio viene regolarmente assegnato con la sua storica nomenclatura.

## Albo d'oro

### Anni 1990
| Anno | Vincitore          | Nominati                                                |
| ---- | ------------------ | ------------------------------------------------------- |
| 1994 | Crash Test Dummies | - Beck - dEUS - Therapy? - Whale                        |
| 1995 | Dog Eat Dog        | - H-Blockx - Alanis Morissette - Portishead - Weezer    |
| 1996 | Garbage            | - The Cardigans - Fugees - Pulp - Skunk Anansie         |
| 1997 | Hanson             | - Meredith Brooks - Puff Daddy - No Doubt - Spice Girls |
| 1998 | All Saints         | - Aqua - Eagle Eye Cherry - Five - Natalie Imbruglia    |
| 1999 | Britney Spears     | - Eminem - Jennifer Lopez - Vengaboys - Westlife        |

### Anni 2000
| Anno | Vincitore      | Nominati |
| ---- | -------------- | --- |
| 2000 | Blink-182      | - Anastacia - Bomfunk MC's - Melanie C - Sonique |
| 2001 | Dido           | - Craig David - Nelly Furtado - Gorillaz - The Wheatus |
| 2002 | The Calling    | - Avril Lavigne - Röyksopp - Shakira - The Strokes |
| 2003 | Sean Paul      | - 50 Cent - Evanescence - Good Charlotte - Justin Timberlake |
| 2004 | Maroon 5       | - Franz Ferdinand - Jamelia - Keane - The Rasmus |
| 2005 | James Blunt    | - Akon - Kaiser Chiefs - Daniel Powter - Rihanna |
| 2006 | Gnarls Barkley | - Panic! at the Disco - Ne-Yo - Fall Out Boy - Lily Allen - We Are Scientists - Arctic Monkeys - Lordi |
| 2007 | Bedwetters     | - Firma - Yakup - Sunrise Avenue - Christophe Willem - Jaula de Grillos - Buraka Som Sistema - Chakuza - Klaxons - Neverstore - Zero Assoluto - Delain - Dani - Gravel - Coma - Alphabeat - Aleksander With - Astro'n'out |
| 2008 | Katy Perry     | - Miley Cyrus - Duffy - Jonas Brothers - OneRepublic |
| 2009 | Lady Gaga      | - Daniel Merriweather - La Roux - Pixie Lott - Taylor Swift |

### Anni 2010
| Anno | Vincitore               | Nominati                                              |
| ---- | ----------------------- | ----------------------------------------------------- |
| 2010 | Kesha                   | - B.o.B - Justin Bieber - Jason Derulo - Plan B       |
| 2011 | Bruno Mars              | - Jessie J - Wiz Khalifa - LMFAO - Far East Movement  |
| 2012 | One Direction           | - Carly Rae Jepsen - Fun. - Lana Del Rey - Rita Ora   |
| 2013 | Macklemore & Ryan Lewis | - Bastille - Icona Pop - Imagine Dragons - Rudimental |
| 2014 | 5 Seconds of Summer     | - Ariana Grande - Sam Smith - Charli XCX - Kiesza     |
| 2015 | Shawn Mendes            | - Echosmith - James Bay - Jess Glynne - Tori Kelly    |
| 2016 | Zara Larsson            | - Bebe Rexha - DNCE - Lukas Graham - The Chainsmokers |
| 2017 | Dua Lipa                | - Julia Michaels - Khalid - Kyle - Rag'n'Bone Man     |
| 2018 | Cardi B                 | - Bazzi - Anne-Marie - Hayley Kiyoko - Jessie Reyez   |
| 2019 | Billie Eilish           | - Ava Max - Lewis Capaldi - Lil Nas X - Lizzo - Mabel |

### Anni 2020
| Anno | Vincitore    | Nominati                                                                                |
| ---- | ------------ | --------------------------------------------------------------------------------------- |
| 2020 | Doja Cat     | - Benee - DaBaby - Jack Harlow - Roddy Ricch - Yungblud                                 |
| 2021 | Saweetie     | - Giveon - Griff - Olivia Rodrigo - Rauw Alejandro - The Kid Laroi                      |
| 2022 | Seventeen    | - Baby Keem - Dove Cameron - Gayle - Stephen Sanchez - Tems                             |
| 2023 | Peso Pluma   | - Coi Leray - Flo - Ice Spice - PinkPantheress - Reneé Rapp                             |
| 2024 | Benson Boone | - Ayra Starr - Chappell Roan - Le Sserafim - Teddy Swims - The Last Dinner Party - Tyla |